# Paul de Casteljau
Paul de Casteljau (Besançon, 19 novembre 1930 – Versailles, 24 marzo 2022) è stato un fisico, matematico e ingegnere francese.

## Biografia
Nel 1959, mentre lavorava alla Citroën, sviluppò un algoritmo per eseguire calcoli su una certa famiglia di curve, che in seguito sarebbero state formalizzate e rese popolari dall'ingegnere Pierre Bézier. Le  curve sarebbero state chiamate curve di De Casteljau o curve di Bézier.
L'algoritmo di De Casteljau è largamente usato con alcune modifiche, in quanto è il più robusto e numericamente stabile metodo per calcolare polinomi. L'algoritmo di De Casteljau è ancora oggi molto veloce per suddividere una curva di De Casteljau o una curva di Bézier in due segmenti di curva a una posizione parametrica arbitraria.